# شعار الكاميرون
شعار الكاميرون، تم اعتماده كشعار رسمي لجمهورية الكاميرون عام 1986، والشكل العام للشعار عبارة عن درع ملون بألوان العلم الكاميروني المكون -حسب الترتيب من اليمين إلى اليسار- من الألوان الأصفر والأحمر والأخضر، يعلو الدرع النجمة التي تتوسط العلم، ويتوسطه خريطة الكاميرون التي أمامها ميزان يدل على العدالة والوسطية بين جميع طوائف الشعب، والميزان أمام الخريطة دليل على تمركز العدل على أراضي الكاميرون.
اللافتة في أسفل الدرع مكتوب عليها اسم الدولة الرسمي «جمهورية الكاميرون» باللغتين الإنجليزية (بالإنجليزية: Republic of Cameroon)‏، والفرنسية (بالفرنسية: République du Cameroun)‏.
يلاحظ وجود فأسين وراء الدرع للدلالة على القوة، وفوق الدرع مكتوب باللغتين الإنجليزية والفرنسية ثلاث كلمات هم: السلام (بالإنجليزية: Peace)‏ (بالفرنسية: Paix)‏، العمل (بالإنجليزية: Work)‏ (بالفرنسية: Travail)‏، الوطن (بالإنجليزية: Fatherland)‏ (بالفرنسية: Patrie)‏.